# 克里斯蒂安·恩蔡

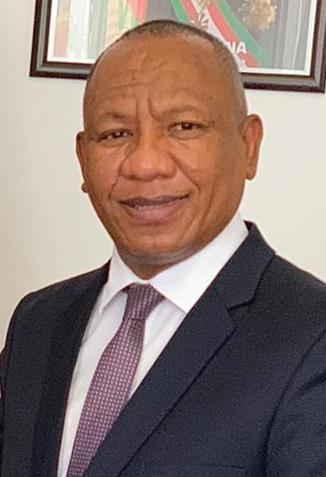
克里斯蒂安·路易·恩蔡

克里斯蒂安·路易·恩蔡（Christian Louis Ntsay ，1961年3月27日—） 是马达加斯加一名政治家，自2018年起开始担任马达加斯加总理。他是由总统埃里·拉乔纳里曼皮亚尼纳在前总理奥利维尔·马哈法利·索洛德拉萨纳因国内大规模抗议而辞职后任命的。 他是一名专家统治者，曾为联合国工作。   
2023年9月，在总统安德里·拉乔利纳辞职以竞选总统后，由恩蔡领导的部长会议组暂时行使总统权力，直至2023年10月总统权力移交给马达加斯加参议院议长理查德·拉瓦卢马纳纳。 